# Uras (deusa)
Uras (Urash), na mitologia suméria, foi uma deusa ctónica e uma das esposas de Anu. Ela foi mãe de Ninsuna e avó do heroico Gilgamés. No entanto, Uras pode ter sido apenas outro nome para Antu, esposa de Anu. O nome Uras chegou a ser aplicado ao próprio Anu e adquiriu o significado de "céu". Ninurta também foi aparentemente chamado de "Uras" em tempos posteriores.